# Пальмира (фильм, 2020)
«Пальмира» — российский драматический фильм режиссёра Ивана Болотникова.

## Сюжет
В горном селении Дагестана, бывший военный врач Артур ведет тихую жизнь вдовца. Узнав, что его единственная дочь Марьям была завербована террористами и сбежала в Сирию, Артур в отчаянии отправляется за ней. Ради спасения дочери отец готов на всё.

## В ролях
| Актёр                | Роль         |
| -------------------- | ------------ |
| Геза Морчани         | Артур        |
| Екатерина Крамаренко | Марьям       |
| Даниэла Стоянович    | Сабрия       |
| Дариус Гумаускас     | Доктор Халид |
| Вагиф Керимов        | Абу Дуджан   |

## Прокат
На широкие экраны фильм вышел в ограниченном прокате (в 38 кинотеатрах), заработав за три недели 898 951 рубль.